# 対爆スーツ

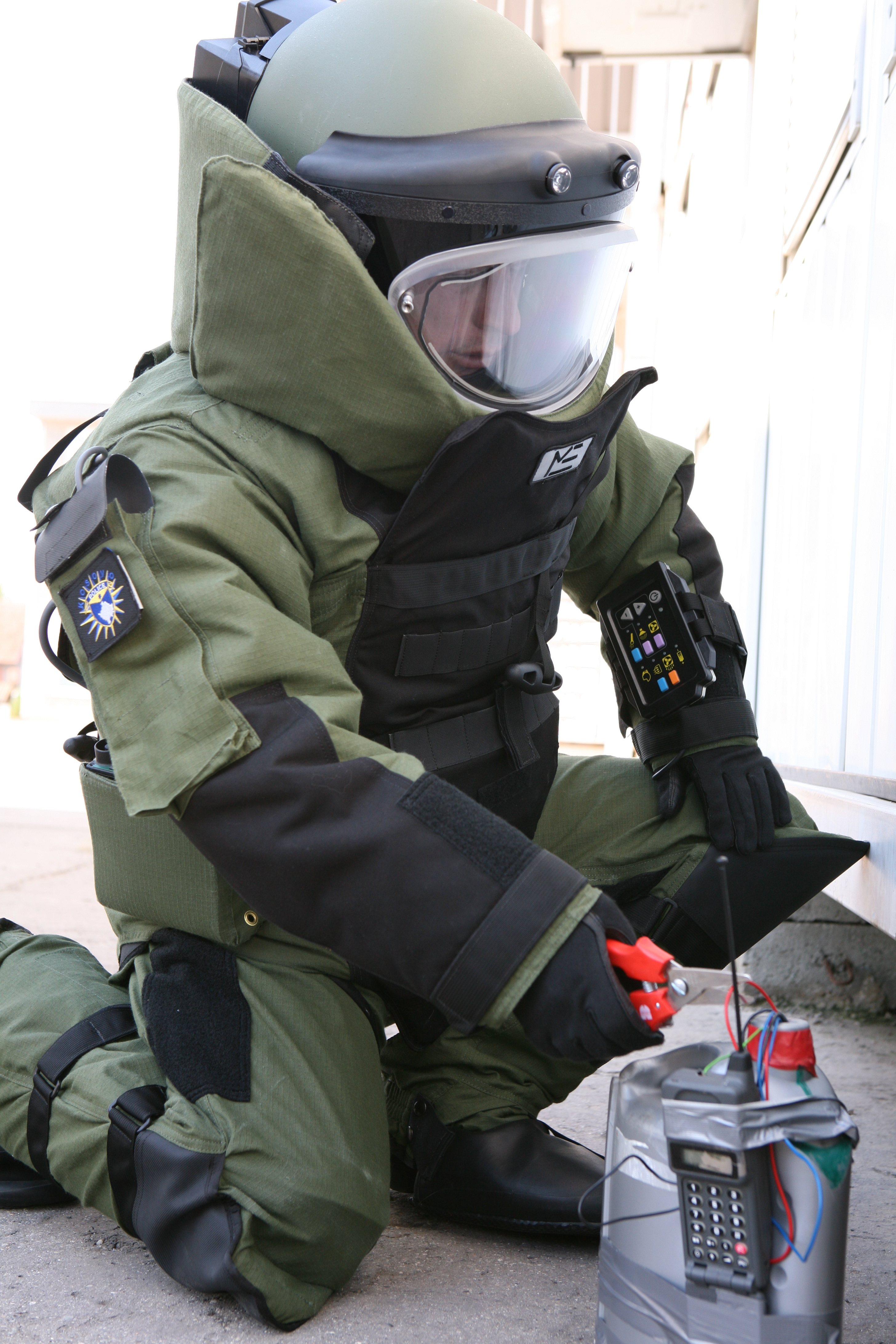
対爆スーツを装着し爆発物解体訓練を行う処理班

対爆スーツ（たいばくスーツ、英: Bomb Suit, Bomb Disposal Suit, Explosive Ordnance Disposal Suit）は、爆発物などの爆風、破片などから身体を防護する為に開発された特殊作業服である。主に軍や警察の爆発物処理班が着用する。防爆スーツ（ぼうばくスーツ）ともいう。

## 種別・重量
アメリカ軍では2000年頃から従来のMK4をMK5へ更新しており、現在ではMK5が使用されている。
- MK5の場合は最大装備で44.7kgの重量がある。
  - ヘルメット4.7kg
  - スーツ本体25kg
  - プレート15kg
- V-50では合計31.4kg
- クラスIIIAの防御力を持ち、555 m/s ～ 630 m/sの爆風から保護することが出来る。換気用装置を持ちバッテリーは連続5時間の動作が可能である。
  - ヘルメット 3.6 kg
  - 上半身 12.8 kg
  - 下半身 15.0 kg

## 身体防護性能
基本的に装着者を爆傷から守ることを主眼において設計されている。頭部と胸部を守ることに重点を置いた構造であり、実際に爆発に晒されれば無傷というわけにはいかない。一般的に、爆発物解体作業を行う場合には指先を拘束するような分厚い手袋を着用できないため、手首から先がそのまま露出していることが普通であるため指を失うことになりやすい。
現実に防御できるのは555 m/s ～ 630 m/sの爆風であり、4～5kgf/cm2ぐらいまでの入射爆風の圧力までである。20kgf/cm2を超える爆風に晒されれば死亡する確率が高い。100g以下のトリニトロトルエンぐらいなら10フィート（約3メートル）の距離で爆発しても命は助かる事がMIL規格とNIJ規格で定められている。爆薬量が数十キロを超えるような爆発物に対しては気休め程度にしかならない。
人体が爆風に暴露した場合、最初に負傷するのが耳と眼である。そのため、頭部は完全な気密構造になっており、呼吸するための空気はフィルターを通した換気装置で供給される。スーツにはこの換気装置のためのバッテリーが内蔵されており、5時間程度の連続動作が可能である。これは呼吸穴から衝撃波が進入しないようにするための処置である。また、爆薬が爆発すると大量の一酸化炭素や一酸化窒素が発生するため、中毒にならないための措置でもある。
次に損傷を受けるのは表皮と肺などの内臓であり、臓器が損傷して出血しないようにすることに重点を置いている。手足に関しては、ある程度までなら裂傷を起こさない程度には防護されている。
全体がクラスIII、頭部と胴体がクラスIIIA+の防弾性能を持ち爆弾の破片から身体を保護することが出来る。
耐火性は多少考慮されているものの、耐火服などに比べ明らかに劣る。そもそも、爆薬が爆発しても熱破壊はほとんど起きないため、爆弾相手に耐熱性はあまり意味を持たない。ガソリンなどの爆燃が予想される場合は対爆服よりも耐火服を使用すべきである。
全体に防水処理が施されている、これはケブラーは水に濡れると防御力が低下するためである。そのため通気性が非常に悪く、中東や南米などで活動する場合には下に冷却スーツを着用するようになっている。

## 着用・仕様
体全体を覆わない構造の防弾チョッキとは違い、また目的が危険物処理なので、当然ながら身体全部を覆う強力な防護構造となっている。つま先から頭部まで身体全てを覆う形で顔面部は耐熱・耐圧・耐風仕様のヘルメット型の覆いを被せ、爆音に耐えられるよう、防音壁で顔面頭部を覆ってある。さらに爆弾最前線で処理にあたる者には楯で防護し、爆発の衝撃を分散させて衝撃が一点集中しない工夫がなされる。身体に受けるダメージは無着用の場合と比較して100分の1以下まで軽減され、万が一、爆発物処理に失敗し至近距離数メートルで爆発が起こったとしても命だけは助かる。
ヘルメットには無線機が標準装備され、カメラや照明などを取り付けるためのコネクタと電源装置が付いている。

## 日本での使用
日本の警察においては爆発物処理班が使用している。通常は爆発するおそれがあるので、液体窒素などで冷却や冷凍をして起爆装置を冬眠状態にして安全な場所に運んだ上で爆発させて処理させるので、爆破前に爆弾自体を手作業で解体することは最終手段である。しかし場合によってはその方法でしか処理不能の場合もあり、その際、万が一処理に失敗した場合を考え必ず着用した上で処理作業にあたらなければならないと規定されている。
陸上自衛隊不発弾処理隊および後方支援部隊が防爆衣1形および防爆衣2形を使用している。